# Río Savage
El río Savage es un curso de agua de 47.5 km (29.5 millas) de largo, ubicado en el condado de Garrett, Maryland, Estados Unidos de América. Es el primer afluente principal desde su nacimiento del brazo norte del río Potomac. Fue nombrado en homenaje a Thomas Savage, topógrafo del siglo XVIII.
El Cuerpo de Ingenieros del Ejército de los Estados Unidos supervisa una represa sobre el río Savage destinada al control de inundaciones y cuyo espejo de agua se utiliza para fines recreativos, entre otros la pesca deportiva. El sitio es hábitat de truchas marrones (Salmo trutta), arcoíris (Oncorhynchus mykiss) y de arroyo (Salvelinus fontinalis).
Los últimos 7.2 km (4.5 millas) del curso del río, desde la represa hasta su confluencia con el Potomac en Bloomington, Maryland, es un tramo adecuado para el descenso de aguas bravas y el piragüismo en eslalon, en las pocas ocasiones anuales en que se libera agua de la represa en volumen suficiente.
El río Savage se usó para las pruebas olímpicas de EE. UU. y fue sede del Campeonato Mundial de Piragüismo en Eslalon de 1989. El lugar habitual para el ingreso de las  embarcaciones de aguas bravas es 1.1 km (0.7 millas) aguas abajo de la presa, el punto donde la carretera cruza el río. 

La sección de competencia de slalom comienza 800 m (0.5 millas) más lejos aguas abajo, y termina 500 m (0.35 millas) después, a la altura del puesto de observación sobre el puente colgante peatonal.
El inclinación promedio para la sección de aguas bravas del río Savage es de 75 pies/milla (1.4%), con secciones de 100 pies/milla (1.9%), lo que otorga a los rápidos una clasificación de aguas bravas de III a III + en la versión recreativa típica de 800 pies cúbicos/s (23 m³ / s). Los rápidos son veloces y continuos, con muy pocos remolinos o lugares de agua serena.